# Острозька іконописна майстерня

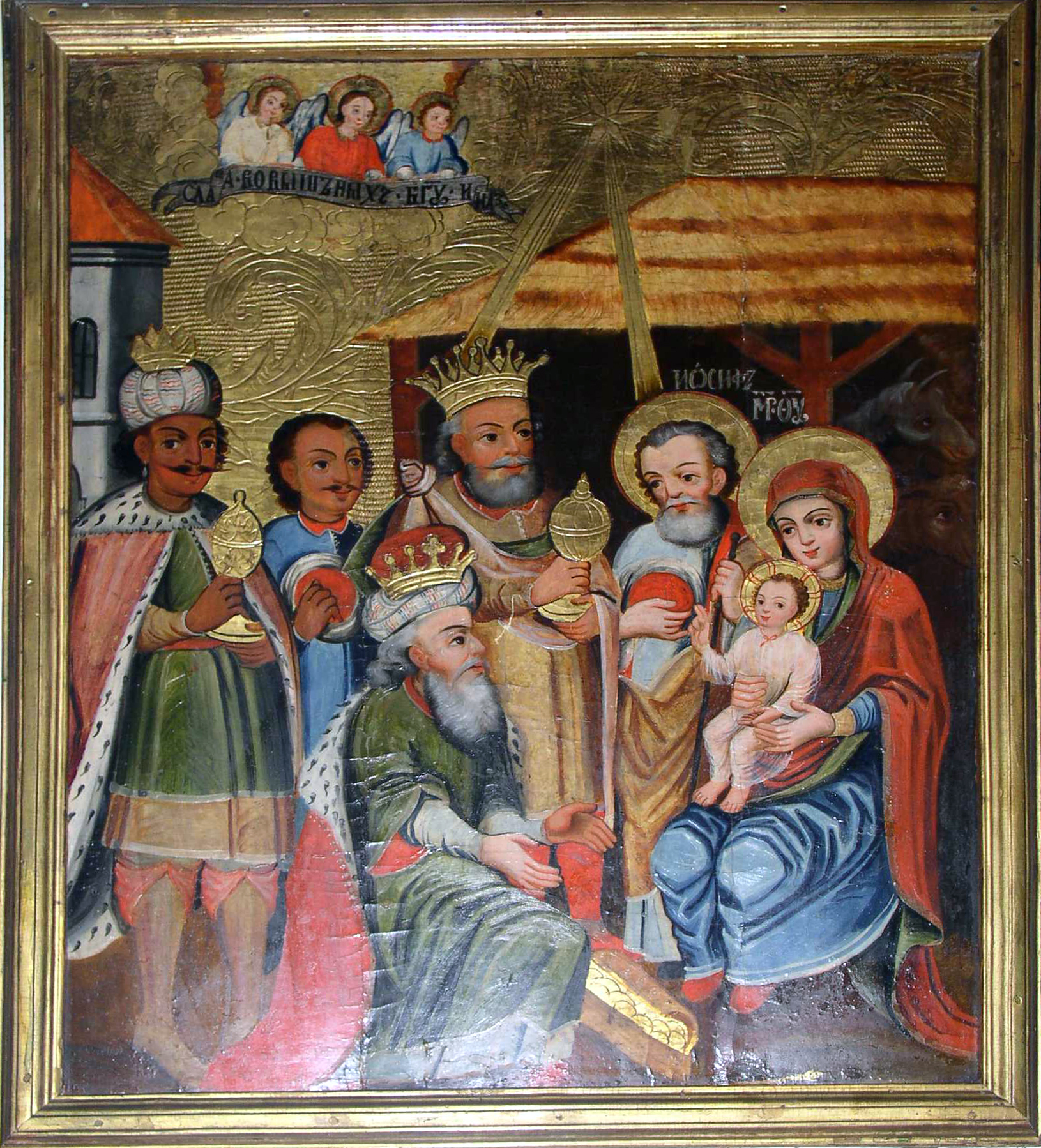
Поклоніння Волхвів 17 ст. Державний історико-культурний заповідник міста Острога. Експонується в Острозькому замку.

Острозька іконописна майстерня — регіональний центр Волинської іконописної школи в період з кінця XVII до початку XIX ст. Спільні риси для більшості ікон Острозької майстерні це: однаково орнаментоване тло (листя аканта), колористика, в деяких — використання кольорових лаків (в інших іконописних центрах такий лак не використовувався через складну технологію виготовлення). Лагідність та простодушність образів, відтворених на іконах, засвідчує професійний рівень майстрів і теплоту народного малярства.

## Дослідження
Заслуга відкриття цієї майстерні належить Павлу Миколайовичу Жолтовському. У своїй монографії «Український живопис XVII-XVIII ст.» (1978) він локалізував територію поширення продукції майстерні довкола міст Ізяслава, Острога, Кременця, Бродів, а також виявив характерні стилістичні ознаки ікон, створених в ній: «особливий тип кругловидих привітних облич із широко, відкритими очима, високим чолом, характерними пухкими рожевими губами, короткими, розширеними біля перенісся бровами» , а також «особливі сріблясті, різані по левкасу фони, вкриті майже однаковим в усіх випадках орнаментом із широких, плавно вигнутих, плоских пагінців аканта». На думку М. П. Жолтовського, однорідність малярських прийомів та іконографії всіх відомих нам творів цієї майстерні свідчить про те, що «нею керував один майстер, творчість якого накладала виразний відбиток на все, що виходило з його майстерні, і що праця його підручних мала лише допоміжне значення».
Дослідження П. М. Жолтовського щодо острозької майстерні були продовжені його наступниками. Олег Федорович Сидор відніс творчість острозького іконописця до непрофесійної народної течії малярства, представники якої «можуть бути менш вправні у відтворенні ракурсів та анатомічних пропорцій людського тіла, просторовому вирішенні композиції чи точності рисунка, але створені ними образи приваблюють особливою життєрадісністю і оптимізмом, що підсилюється дзвінким колоритом і надає їм своєрідної барокової динаміки в народному трактуванні».

## Особливості

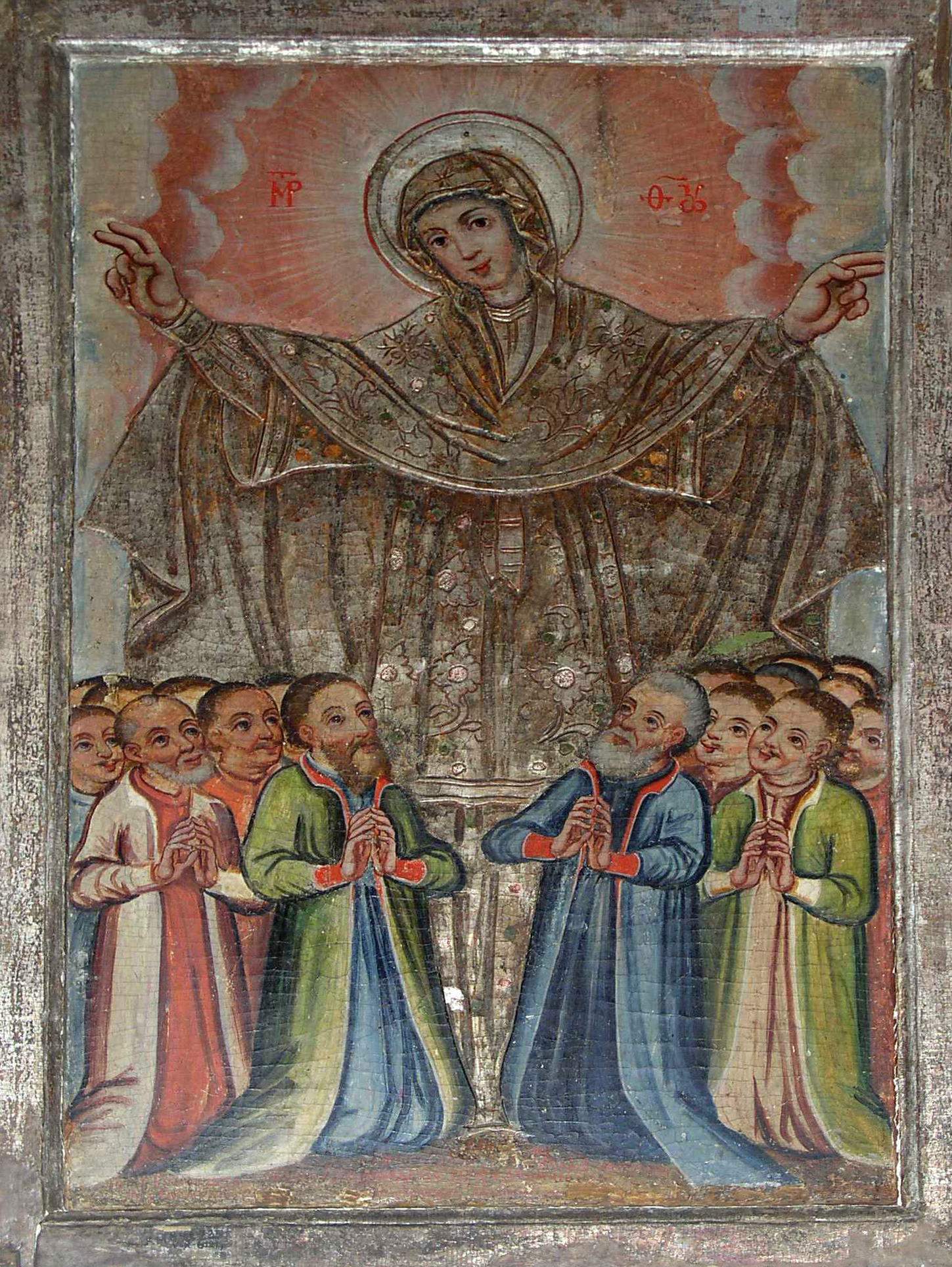
Покрова 1739 р. Державний історико-культурний заповідник міста Острога. Експонується в Острозькому замку.

В Острозі у XVIII столітті працює потужна іконописна майстерня з яскраво вираженими своєрідними рисами, які чітко відрізняють її від будь-якої іншої школи. Написані тут ікони вирізнялися психоемоційною характеристикою персонажів. Такі усміхнені, життєрадісні та доброзичливі обличчя святих були небаченим до цього нововведенням в українському іконописанні — згідно з візантійською іконографією, яка була поширена на території України, святі зображувалися худими, виснаженими, аскетичними.
Роботи Острозької іконописної школи можна впізнати за об’ємними, округлими обличчями, бровами-стрілочками, тонкою верхньою та товстою нижньою губами. Майже всі ікони мають однакове тло — посріблене з вигравіруваними листками аканта (ця рослина була символом твердості та непорушності віри). А в пізніших роботах посріблення переходить і на одяг.
Острозька іконописна майстерня функціонувала щонайменше упродовж першої половини XVIII століття. Її роботи символізують прихід в Україну європейської ренесансної традиції, яка проявила себе й в іконописанні.
Острозьким іконам як XVI, так і XVIII століття також притаманне введення у сюжет елементів реальності, що теж було незвичним для тогочасної іконописної традиції. Так, можна побачити на іконах пам’ятки архітектури. А на іконі «Покрова» 1738 року, імовірно, зображені члени громади села Могиляни, на кошти яких був написаний цей твір. У нижній частині ікони є напис: «Сей сооружила образ громада могилянская за проводом отца Дивинского, прокуратора мещанского року Божого 1738 июля дня 28». На іншій стороні ікони зображено Вознесіння Ісуса Христа. У них добрі лагідні обличчя, в яких художник намагався передати індивідуальні риси зовнішності. Стоячи на колінах з молитовно складеними руками, селяни дивляться на Богородицю із захопленням та замилуванням. Кожен із зображених чоловіків вбраний в одяг різного кольору, однак однаковий за пошиттям (прямі сорочки, поверх яких одягнені жупани з довгими рукавами), тому ми можемо припускати, що всі вони були рівні за соціальним статусом.